# 中国分裂論
中国分裂論（ちゅうごくぶんれつろん 中國分裂論）とは、中華人民共和国が将来的に複数の国家に分裂するという見方を示すイデオロギー的な論点であり、多くの政治家、学者、そして社会運動家によって提唱されている。
国家が分裂する原因には、国内要因と国外要因の2つがある。中国分裂に関連する仮説では、国内要因による分裂は中国解体と呼ばれ、外国政府の干渉によって生じる分裂は中国の肢解と呼ばれる。

## 日本での議論
2019年-2020年香港民主化デモが起きている時期に、中国共産党総書記の習近平は中国の分裂を企てる者は体を打ち砕かれ骨は粉々にされ、中国分裂を企てるいかなる外部勢力も中国人から見れば妄想に過ぎないと見られると発言。
中華人民共和国にとって台湾とは自国の領土ということになっている。このため台湾独立運動とは中国を分裂させる活動という扱いになる。
中華人民共和国はインドに亡命中のチベット亡命政府を、中国を分裂させようとする集団であるとしている。
中華人民共和国の新疆ウイグル自治区で起きている暴動のことを中国政府は、国外の中国を分裂させようとしている勢力によって起こされている事件であるとしている。
2021年7月16日の東洋経済の記事で大前研一は、中国が6つに分裂して連邦化する可能性を指摘する。
2021年11月2日のプレジデントの記事では、中国の経済の後退をきっかけとして国内で権力闘争が起き、中国共産党権力が真空化した場合に分裂が起きる可能性が指摘されている。ソビエト連邦の各民族共和国は多くの場合は地元民族が構造を作り上げて、そこにロシア人が外部から来てトップに就いていたために、各民族は容易に独立して統治を始められたのだが、中国の場合はこのようにはならないとする。中国の場合はそれぞれの地域は漢民族の比率が高くなっているため、中央集権が真空化すれば地元の漢民族である共産党が税収を抑えて、地元の軍や警察を従えて権力保全を図り、独立国となるよりも軍閥となるだろうとしている。

## 見解

### 二国論
両国論
定義：台湾（中華民国）、中国大陸（中華人民共和国）

### 七つの塊論
李登輝の著書『台湾の主張』に由来する。この主張（初版240ページ以降）には主に2つの要点がある。第1に、「台湾」を中華民国在台湾として定義し、政治的・実質的主権を持つ政治体として存在しているとする点。第2に、中国各地を文化的背景や発展段階に基づいて「台湾、チベット、新疆、モンゴル、東北地方など」に分割するという提案である。

### 二十七カ国論
中華民国大陸時代、軍閥割拠の問題に対し、中国の学者たちはさまざまな提言を行った。1920年9月、毛沢東は《大公報》の長沙版に「湖南建設問題の根本問題—湖南共和国」という文章を掲載し、中国を27の国に分裂させるという考えを提唱した。 彼はこう述べた：
| 「 | ...中国もまた（政客や官僚、軍閥を除いて）目覚めつつある。9年間の偽共和と戦乱の経験が、人々をして目覚めざるを得ない状況にした。全国的な建設を短期間に達成するのは不可能と知り、最良の方法は、むしろ全国建設をあきらめて分裂し、各省が独自に建設を進めることだ。「各省人民の自決主義」を実施し、22の行省、3つの特別区、2つの藩地――合わせて27の地域を、それぞれ「27カ国」として分割するのがよい。 湖南について言えば、我ら湖南省には3,000万人の人民がいる。その一人一人が目覚めなければならない。湖南人に他の手立てはなく、唯一の方法は湖南の自決自治、すなわち湖南人が湖南の地で「湖南共和国」を建設することである。私は真剣に考えた。湖南を救い、中国を救い、世界の解放された民族と手を携えるには、これしかない。湖南人に、湖南を一つの国家として建設する決意と勇気がなければ、湖南には未来がない。 ... | 」 |

### 「諸夏」論

諸夏主義における中国地図の一例。右下にあるのはネット国家「荊楚利亜」。

民間歴史学者の劉仲敬は、中国は異なる民族国家へと解体されるべきだと主張している。その思想は、一部の人々や読者によって「諸夏主義」と総称されている。現代中国の社会思想を研究するカナダの学者は、劉のこの「地域主義」（regionalism）への傾倒、および香港・チベット・新疆・台湾などでの分離運動への支持は、中国の将来にとって極めて危険だと指摘している。
一方で、ある学者は劉仲敬の思想を厳しく批判し、それを「猿に冠をかぶせただけの屑」とまで呼んでいる。
2021年10月、複数の海外学者が華文メディア『熊猫時報』に連名で寄稿し、諸夏論は歴史虚無主義であると非難した。彼らによれば、中国が今日の形を成したのは、中華民族の形成過程において、国家分裂よりも政治統一が勝利してきたからであり、それこそが中国の歴史を形作ってきたとする。
さらに、彼らは劉の理論が仮定に基づくものであり、事実に基づいておらず、「幽燕国」「大蜀民国」「南粤」「満洲国」「呉越国」など、実在しない20の国家を捏造していると批判。それはもはや単なる学術研究ではなく、国家政権を転覆するための理論的武器になっていると述べている。
また、李鈞傑博士はインタビューで次のように述べた。「劉仲敬の思考はゴルバチョフすら超えている。彼は中国を20の国にバラバラにし、さらに3000年前の800諸侯の時代にまで先祖返りさせようとしている。こんな研究結果は、笑い話にしかならないだろう」とし、このような理論は実現不可能な虚無的幻想であり、どの国もそれを受け入れることはないと断じている。

## 論評
1957年8月6日から9日まで、南ベトナムの大統領ゴ・ディン・ジエムは、マーヴィン・リーブマン（英語: Marvin Liebman）との会談で次のように述べた：「中共が失敗しても、国民政府によって再び中国が統一されるべきではない。むしろ中国を複数の小国に分割すべきだ。さもなければ、もし中国が統一されて強大になれば、ベトナムは真の独立を得ることは永久にできないだろう。」
1994年7月、中華民国大陸委員会が編纂した『台湾海峡両岸関係説明書』（発行者：黄昆輝）は、制度の争いが中国の分裂と分治の本質であると述べ、以下のように記している。
台湾や海外で中国統一を急ぐ人々は誰も中国大陸に移住したがらない。北京は香港の最小限の民主主義すら許容できない。中共が他人に対して統一に躊躇するなと非難する根拠は何か？
もし中国大陸が自由民主制度を採用し、経済的にも現代化水準に達すれば、どの中国人も自国の統一を望まないだろうか？外国人がどうしてそれを妨げられるだろう？
だからこそ、中国統一問題の真の核心は中共そのものであり、他の誰かではない。これこそ中華民国政府が繰り返し強調する「中国問題はあるが、台湾問題はない」という根本的な理由である。
2012年10月、ドイツ書籍業平和賞の授賞式で、作家廖亦武は中国を「非人道的な血まみれの帝国」「地球の災厄の源」「無限に拡張するゴミ捨て場」と呼んだ。彼は次のように語った：
私はここでこの帝国の死を宣告する。子どもたちを虐殺するから、この帝国は分裂すべきなのだ。....
いま目の前にある独裁的中国は、春秋から戦国時代初期の先人たちの時代には、すでに数十の国家に分裂していた。数百年にわたる戦争の中で、国学界はこの時代を、政治・経済・文化の全ての領域がかつてないほど活発で、言論の自由が極めて高く、学術が百花繚乱だった「百家争鳴」の黄金時代と認めている。....
国家統一の名の下に、中国の歴史には数えきれないほどの流血事件がある。
国家統一、領土の一体性――これは独裁政権が最後に切る切り札であり、その名の下に多くの罪悪が堂々と行われてきた。....
古代では新疆・チベット・内モンゴル・台湾はいずれも異域であった。
チベット人がなぜ何度も焼身自殺するのか？もし彼らが四川や雲南と接する独立国家であったなら、独裁的な北京からの弾圧を受けることなく、歌や踊りに長けたこの高原の民族は、自らを焼くということを決して考えなかっただろう。
無辜の子どもたちが再び殺されないために、この帝国は分裂すべきだ；
母親が子どもを無辜にして失わないために、この帝国は分裂すべきだ；
中国各地の人々が再び流浪せず、世界各地で負担とならないために、この帝国は分裂すべきだ；
落ち葉が根に帰り、祖先の墓を守る者が将来に存在するために、この帝国は分裂すべきだ；
人類の平和と安寧のために、この帝国は分裂すべきだ。
2013年1月、廖亦武はフランスの《フィガロ紙》のインタビューで、「これから数年の中国の変化をどう見るか？」と尋ねられ、こう答えた：「中国、この帝国は解体されるべきだ。私は、中国が20以上の異なる小国に分裂することを夢見ている。中国の歴史を見れば、分裂していた時代の方が統一されていた時代よりも長い。そして、分裂していた時代にこそ、中国文化は最も強い輝きを放った。老子や孔子のような偉大な思想家もこの時期に現れた。
我々はなぜ中国共産党を我慢し続けなければならないのか？あの指導者たちは誰一人として選挙で選ばれたことがない。だから彼らは誰の代表でもない。
中国を変えるのは彼らではなく、中国の人々なのだ。」
- 2017年中印軍隊洞朗対峙事件（中国語版）の期間、インドの雑誌《今日印度（中国語版）（India Today）》は、西蔵（チベット）や台湾が含まれていない中国地図を使用した。7月、中共の官製メディア《環球時報》は社説《〈今日印度〉率全印度做梦肢解中国》（「今日インド」がインド全体を代表して夢想で中国を分裂）を発表した。この社説では、この地図を「インドの一部エリート」の阿Q的行為と見なしている。社説は以下のように述べている。「仮に中国とインドが“相手を分裂させる”競争をするならば、インドはパンツ一枚すら残らずに負けるだろう。中国にはインドの北東部の各州を独立させる能力があるのだ」[7]。

- 元学習時報（中国語版）編集者の邓聿文は、《ドイチェ・ヴェレ》中文サイトに2019年に発表した評論記事で、21世紀以降の中国社会の思想は愛国主義と民族主義に支配されていると指摘した。「海外の反体制派が中国の分裂を唱えている」ことが、中国国民の国家分裂に対する懸念を強め、かえって中国政府への支持を高め、統治の強化を促していると述べている。[5]。

- 元香港中文大学副教授で、現国立中山大学副教授の沈旭輝は、「中国の本当の統一」の定義の一つ、すなわち台湾などを含む中国史上最大版図の領土を統一することとするならば、「中国の本当の統一」は実際にはわずか81年しか続いていないと指摘する。これは1759年、清代乾隆年間に清が大小和卓の乱を平定してから、1840年のアヘン戦争勃発までの期間である。このように地理的観点から見ると、中国の分裂・分治は常態であり、統一の時期は非常に短いという。[25]。

- 英国王立国際問題研究所の副研究員ビル・ヘイトン（Bill Hayton）は、ドイチェ・ヴェレのインタビューにおいて、中国の近代的な民族国家の構築は19世紀末から20世紀初頭にかけて行われたものであり、当時の知識人や社会活動家たちはヨーロッパの思想を参考にし、当時ヨーロッパで流行していた概念を用いてこの国家像を作り上げたと述べた。また、中国の民族主義者が描く「原始中国」は、黄河流域と長江流域に限られており、これは現在の中国のごく一部でしかなく、それ以外の地域には異なる民族と国家が存在していたとも指摘している。ヘイトンは次のようにも述べている。

古くからずっと“中国”という国家と、単一の“中華民族”が存在してきた」という考え方には、証拠がない。
- ハーバード大学教授のマイケル・エリオット（中国語版）は、2018年に出版された『中国36問』の中で、各民族が抱く民族間の緊張や分裂に対する認識は一致していないと述べた。多くの漢族は、少数民族は政府による経済・インフラ・社会的投資に感謝すべきだと考えている。しかし、それを「恩恵」とは認めず、大声で抗議したり暴力行為に及んだりする者もおり、大多数の市民からは「恩知らずで理不尽」と見なされている。一方で、少数民族の立場ではまったく異なる認識を持っており、政府の支援によって生活が実際に改善したことは認めつつも、それには大きな代償が伴ったと感じている。政府は約束を守らず、彼らの言語や文化は失われつつあり、自らの信仰を自由に実践することができず、地方自治の権限もほとんど持っていない。学校で自民族の言語を教えることも、自分たちの意志で衣服を選ぶこともできず、不満を表明すれば脅迫や逮捕の対象となる。また、同じ労働でも同じ報酬が得られず、平等な雇用機会がないと感じている。

改革開放以後、漢族が大量に流入して少数民族より人口比で優位になり、創出された富も主に漢族の手に渡っていることなども、分裂を招く要因とされている。さらに、彼らは中国民族主義の復興にもほとんど関心を持っていないという。
。